# Муравйовки

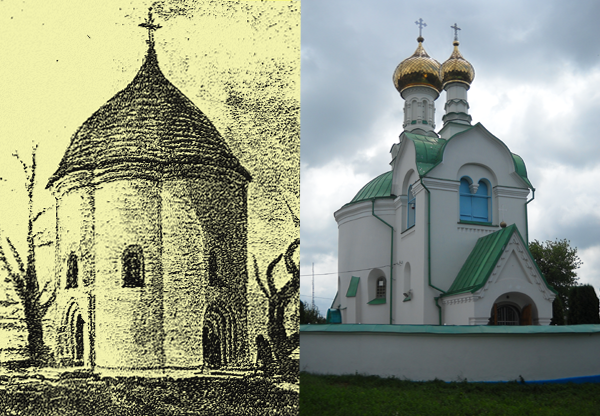
Реконструкція початкового вигляду (ліворуч) і сучасний стан (праворуч) Василівської церкви-ротонди у Володимирі; притаманні для «муравйовок» цибулясті бані, декорований кокошниками барабан, характерний для так званого російсько-візантійського стилю абрис ґанку добудували лише на початку XX ст.

«Муравйовки» (біл. Мураўёўкі, Muraŭjoŭki) — білоруська народна назва церков Московського патріархату, масове будівництво яких розгорнулося в окупованих Білорусі, Україні й Польщі, особливо після придушення національно-визвольного повстання 1863—1864 років. Народна назва походить від імені генерал-губернатора Михайла Муравйова за прізвиськами «вішальник» і «кат», який розробив програму рос. «мероприятий, имевших в виду водворение и преобладание в Северо-Западном крае русской народности» і для цієї мети запросив у російського імператора Олександра II 500 тисяч рублів на відновлення старих і будівництво нових церков у Віленській і Гродненській губерніях. Ще раніше такі кошти були виділені для Вітебської, Могилівської і Мінської губерній.
Сотні церков-«муравйовок» зводилися за типовими проєктами і повинні були втілювати православно-російські і церковно-традиційні риси архітектури. Їхнє будівництво мало ідейно-політичну роль (згідно з проголошеною російським царем Миколою II тезою «самодержавие, православие, народность»).
В Україні будівництво «муравйовок» покликане було замінити, а в результаті знищити український сакральний стиль в архітектурі церков.

## Основні риси «муравйовок»
1865 року вийшли спеціальні «Правила, которые следует соблюдать при постройке православных церквей и причетнических сооружений в Северо-Западном крае», в яких історія білоруського народу тлумачилася з монархічних і імперських позицій.
Синод і Міністерство внутрішніх справ затвердили серію типових проєктів, згідно з якими слід було споруджувати храми. Водночас заборонялося індивідуальне церковне будівництво в поміщицьких маєтках, а також проєктування сільських храмів землемірами в обхід чиновників губернських будівничих комісій. Таким чином визначалася відносна однорідність і стильова єдність церков, що будувалися в Білорусі. Храми повинні бути однакового планування і містити елементи, властиві для середньовічного московського зодчества: цибулясті бані, шатрові вирішення верхів, кокошники, декоративний орнамент тощо.

### Синодальний напрям
На початку XIX століття Російським Синодом на основі образу російської церкви було розроблене об'ємно-планувальне рішення церкви синодального типу. Після постанови про заборону будівництва церков в українському стилі передбачалося їх обов'язкове спорудження за канонізованими Синодом взірцями. Характеризується відсутністю довільної архітектурної творчості. Церква синодального типу — один з ідеологічних чинників, скерованих на знищення церкви, матеріальної і духовної культури України.

Синодальний напрям
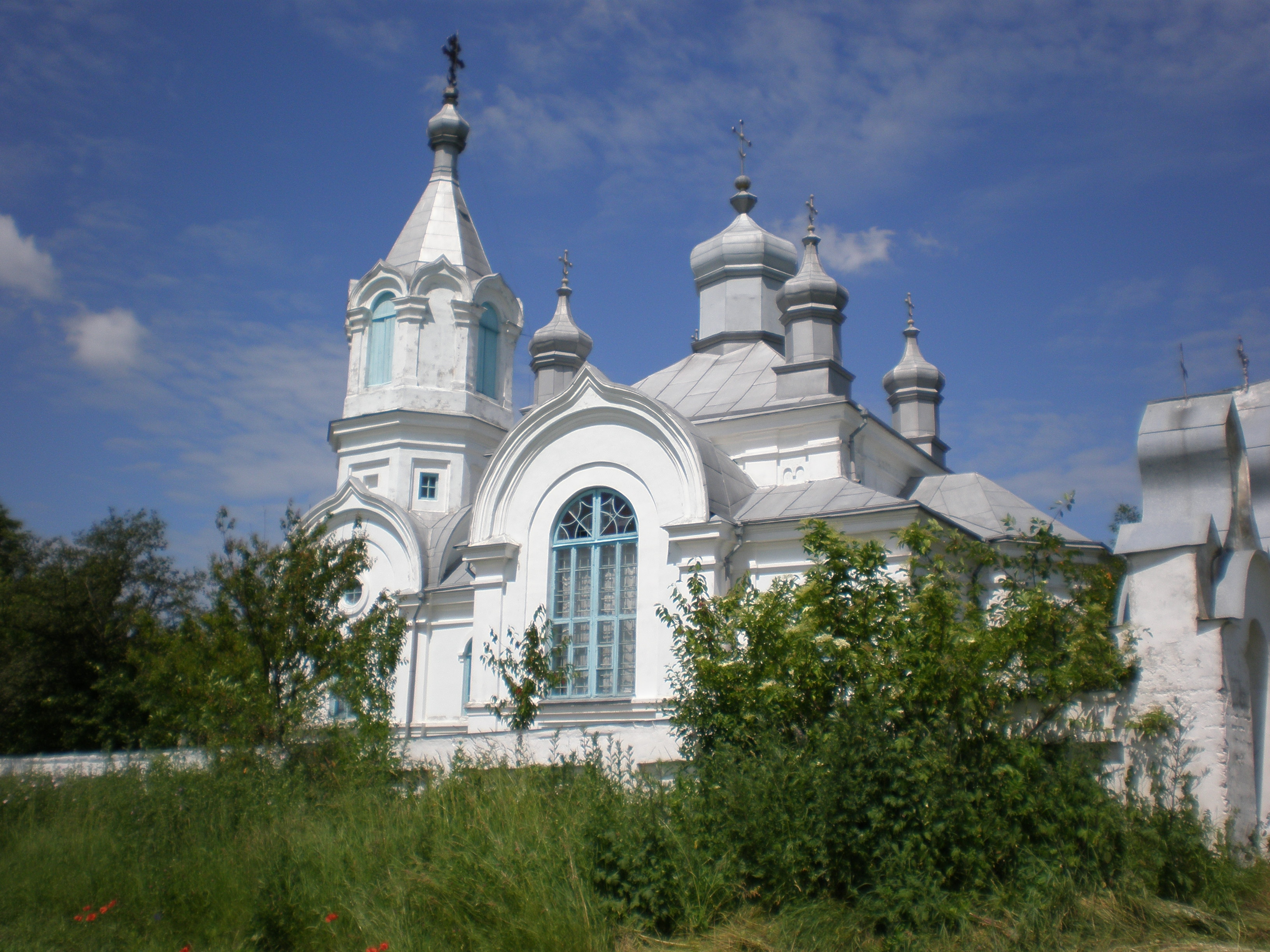
Борисоглібська церква в Нехворощі
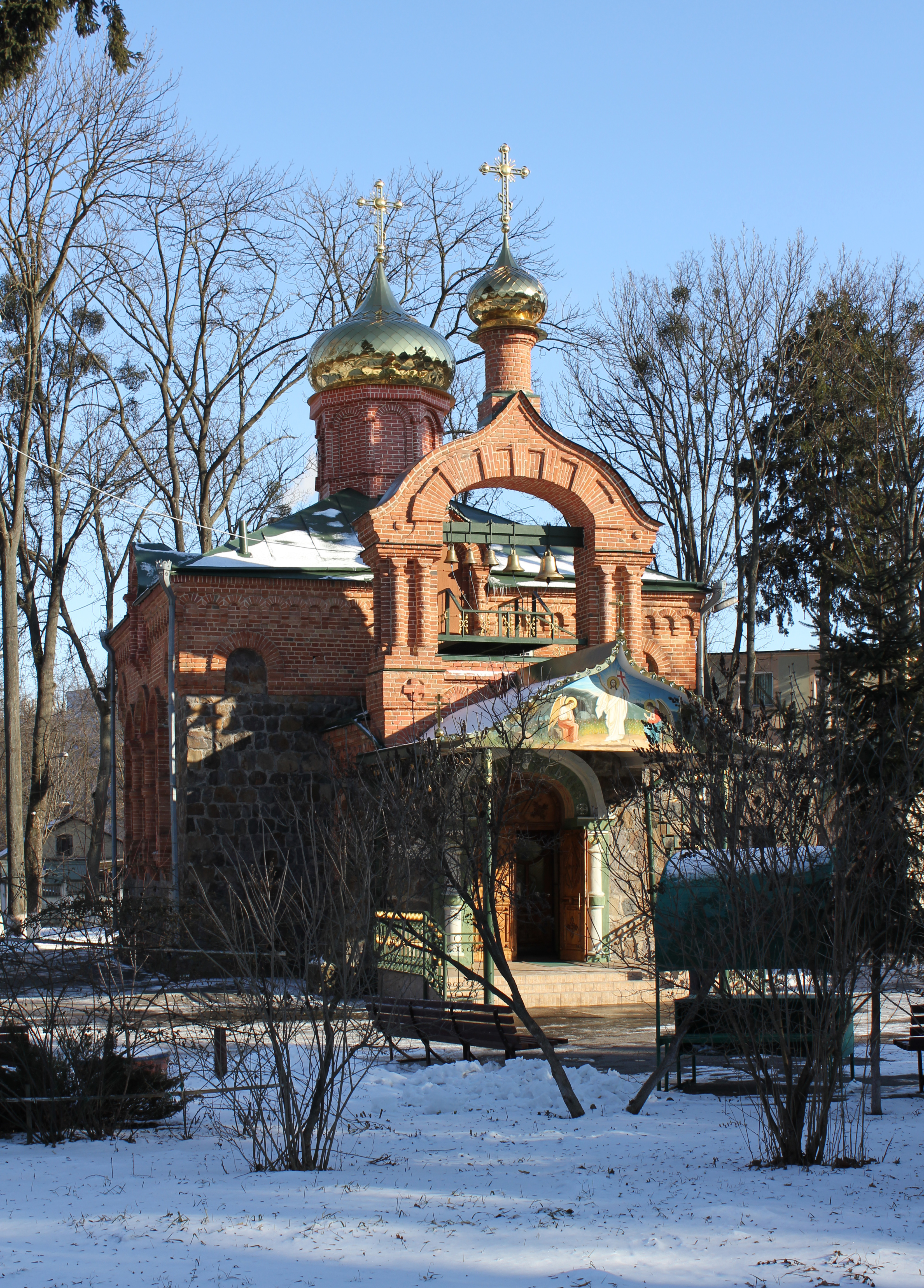
Свято-Воскресенська церква у Вінниці
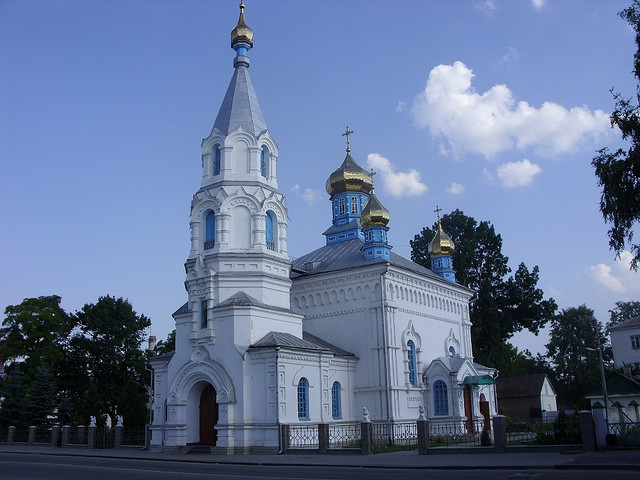
Свято-Іллінська церква в Дубні
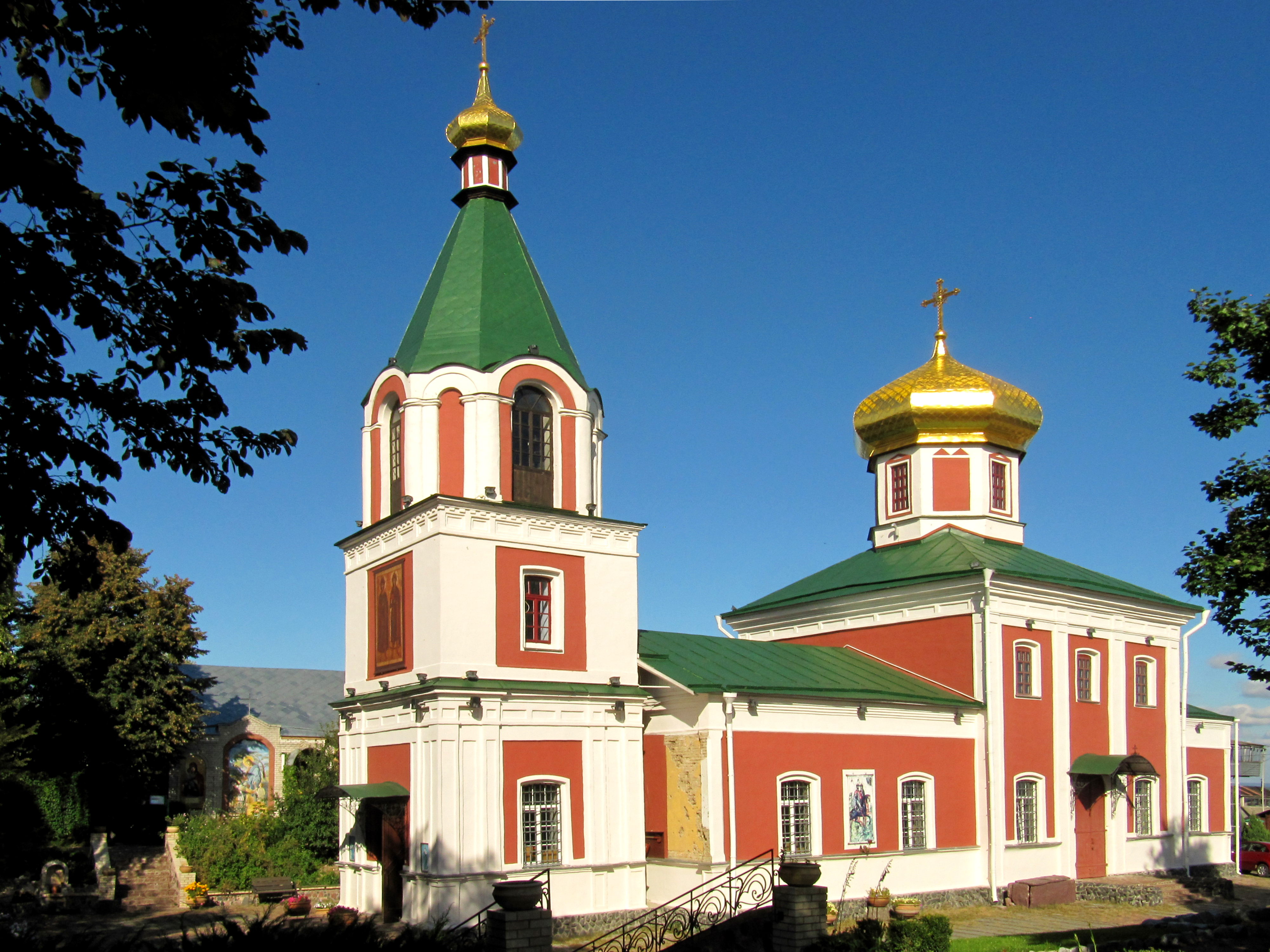
Борисоглібська церква в Вишгороді

### Московсько-Ярославський напрям
У часи правління Миколи II в церковному будівництві за зразок було «найвисоко заповідано» брати архітектурні пам'ятки Москви та Ярославля XV–XVII століть, які, згідно з висловлюванням І. Грабара, цінували за «несравненную сказочность». Вважалося, що саме «лубочное» московсько-ярославське церковне і теремне зодчество, на відміну від візантійського, є справжньою національною російською архітектурою.

Московсько-Ярославський напрям
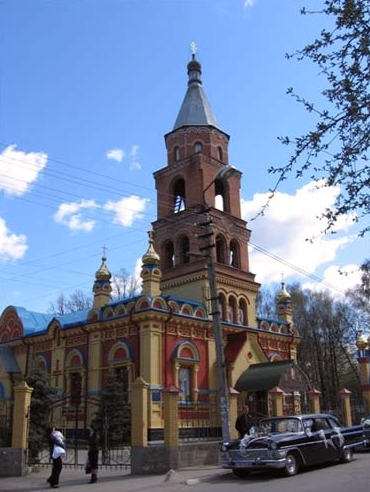
Церква Андрія Первозваного в Хмельницькому
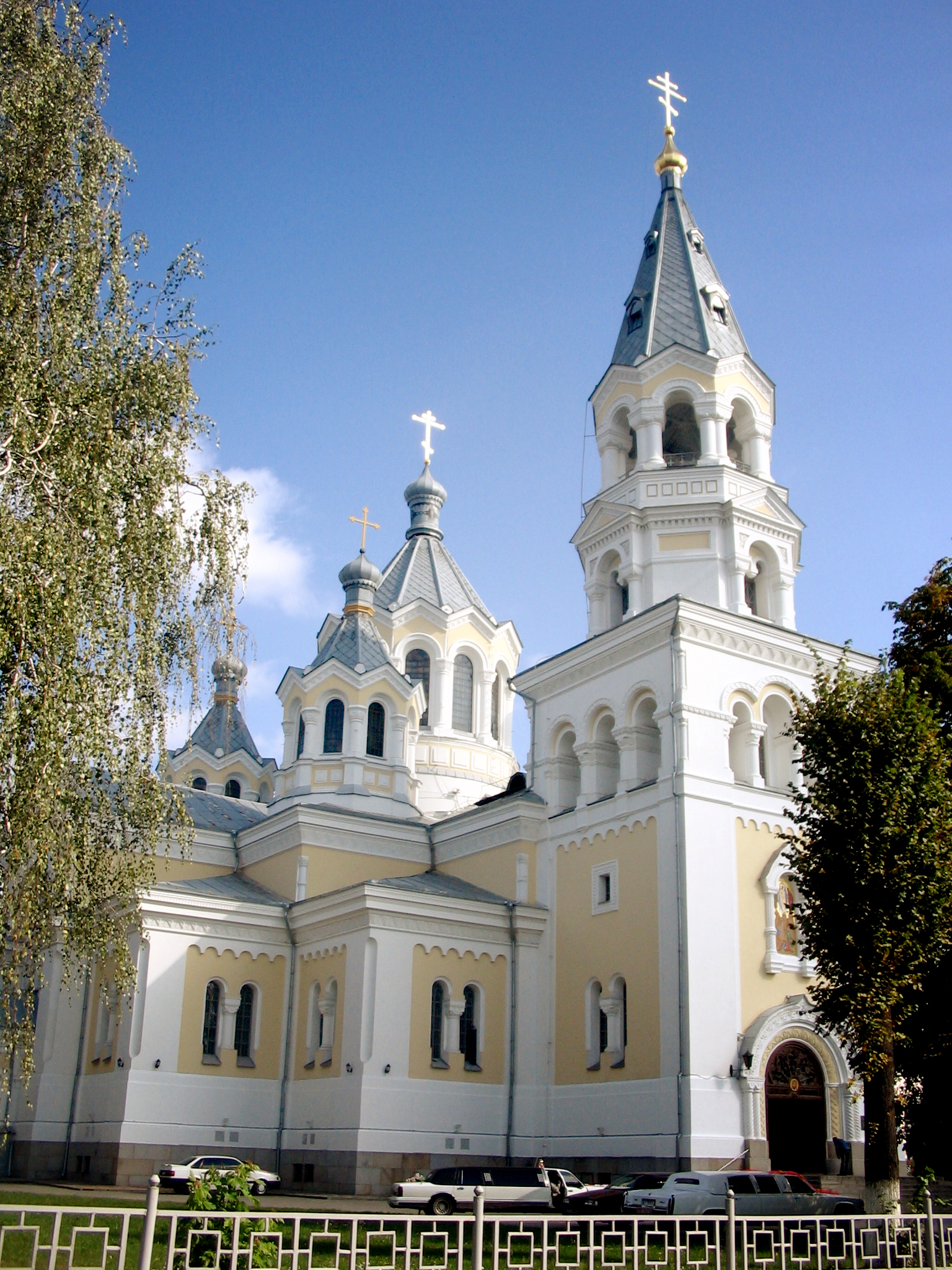
Свято-Преображенський собор у Житомирі
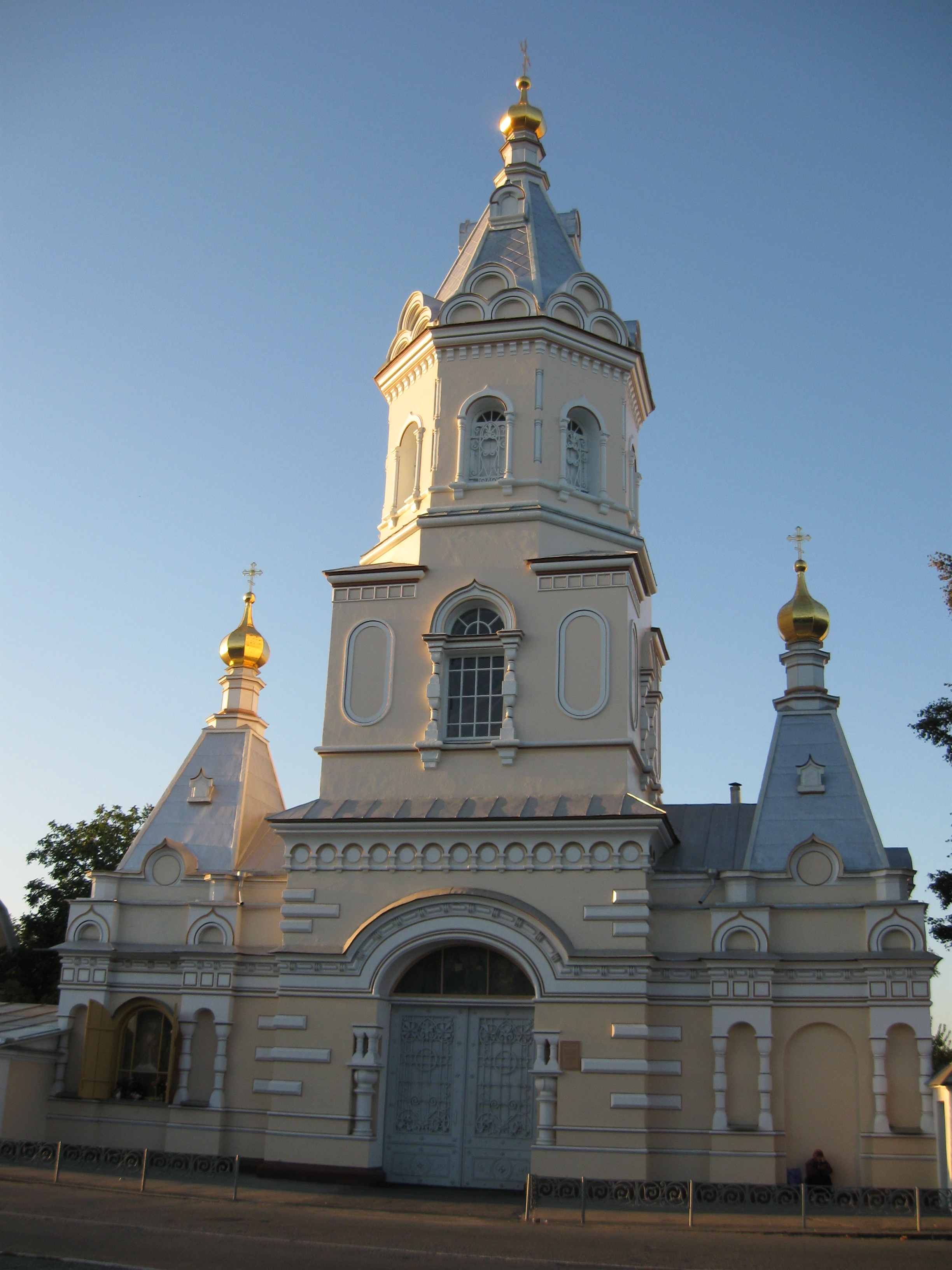
Надбрамна дзвіниця Свято-Троїцького жіночого монастиря в Корці
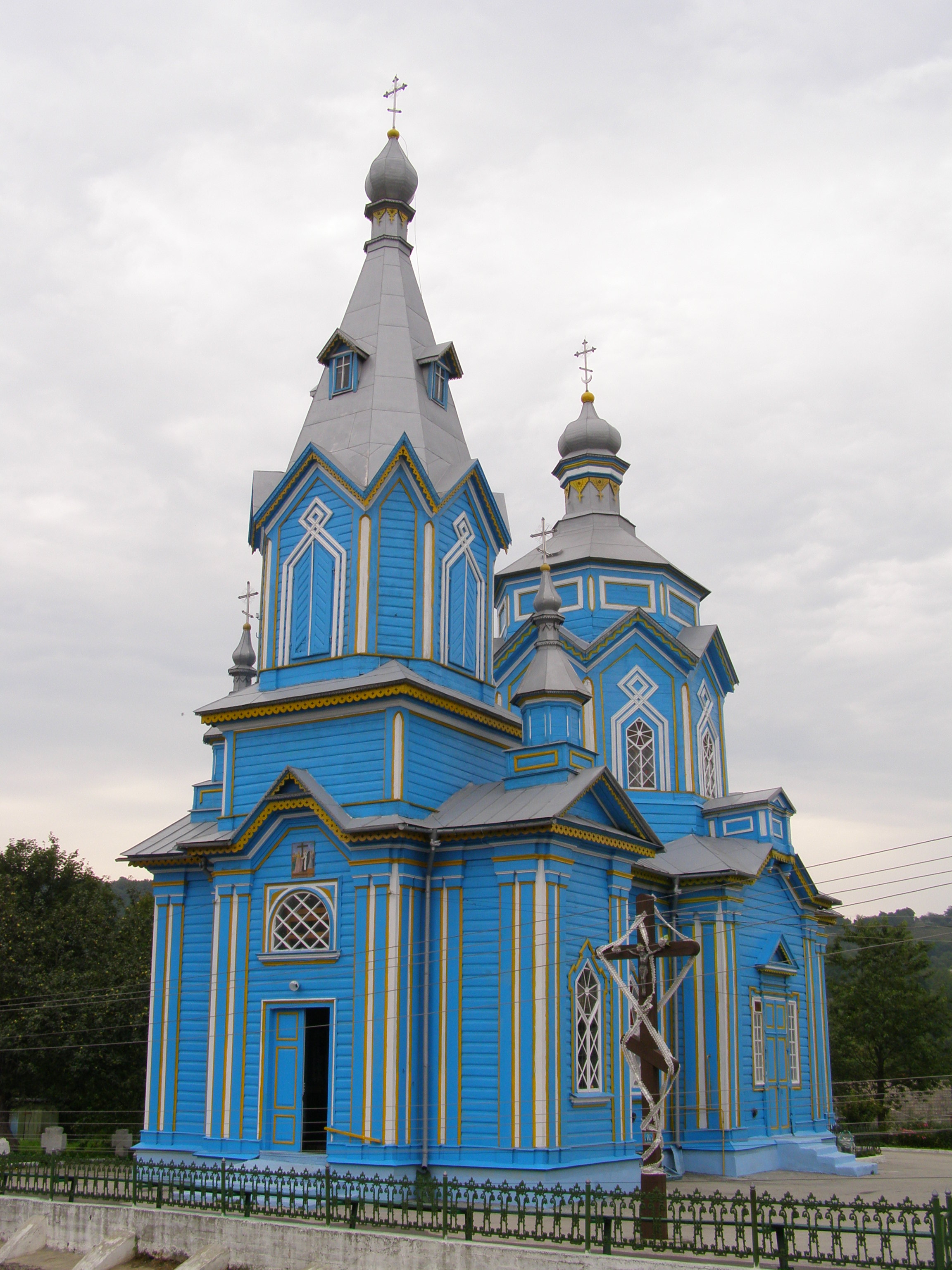
Церква Воздвиження Чесного Хреста в Кременці

### Неовізантійський напрям
Неовізантійський напрям головним чином орієнтувався на старосвітські взірці константинопольських церков, «звідки бере початок російська національна архітектура». Однак при цьому відбувалося чимало запозичень з архітектурно-виразного арсеналу владіміро-суздальської і ранньомосковської архітектурних шкіл.

Неовізантійський напрям
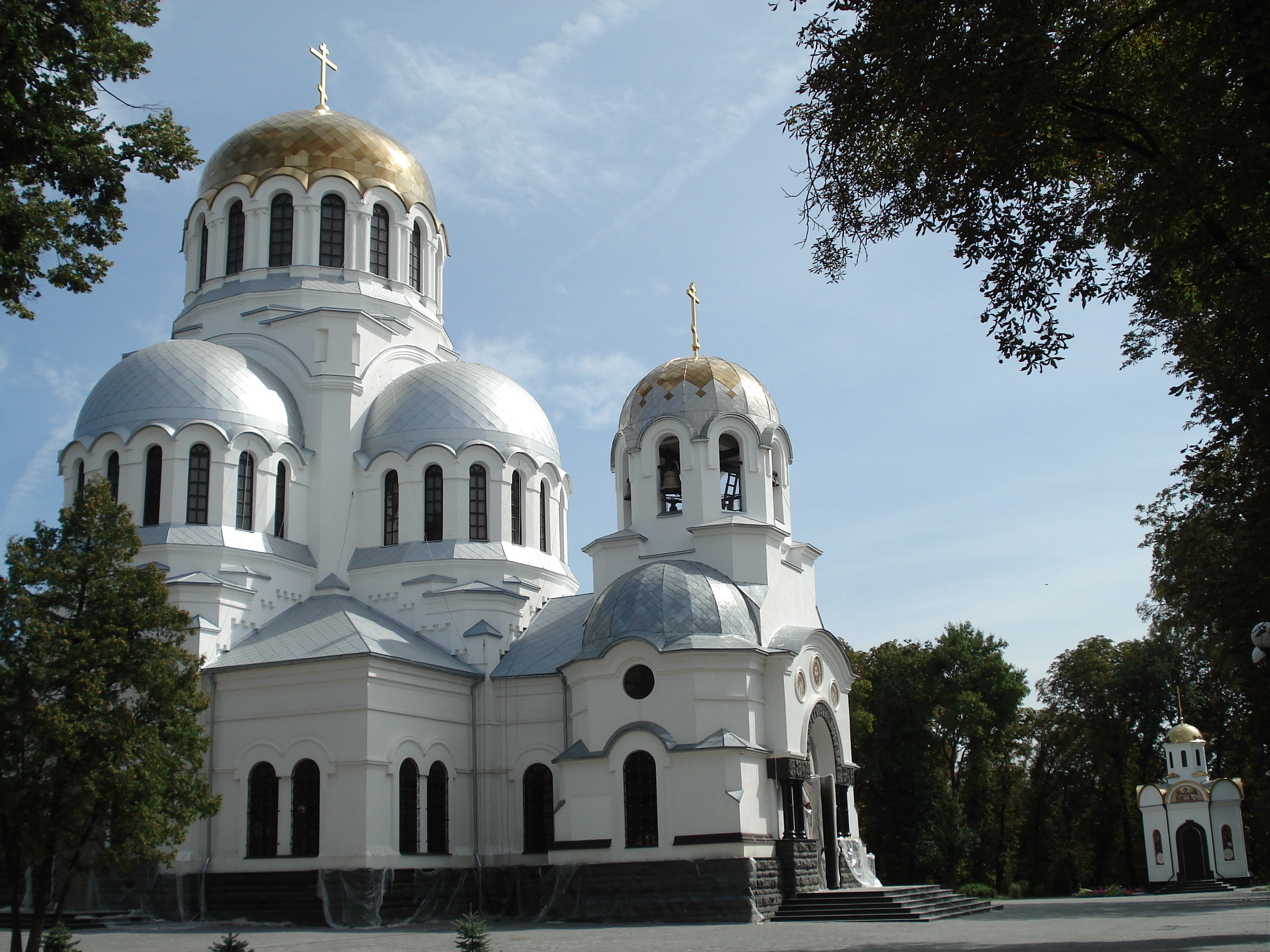
Олександро-Невський собор у Кам'янці-Подільському
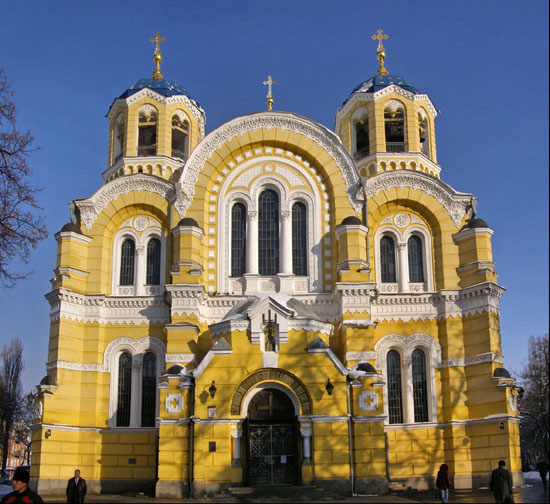
Володимирський собор у Києві
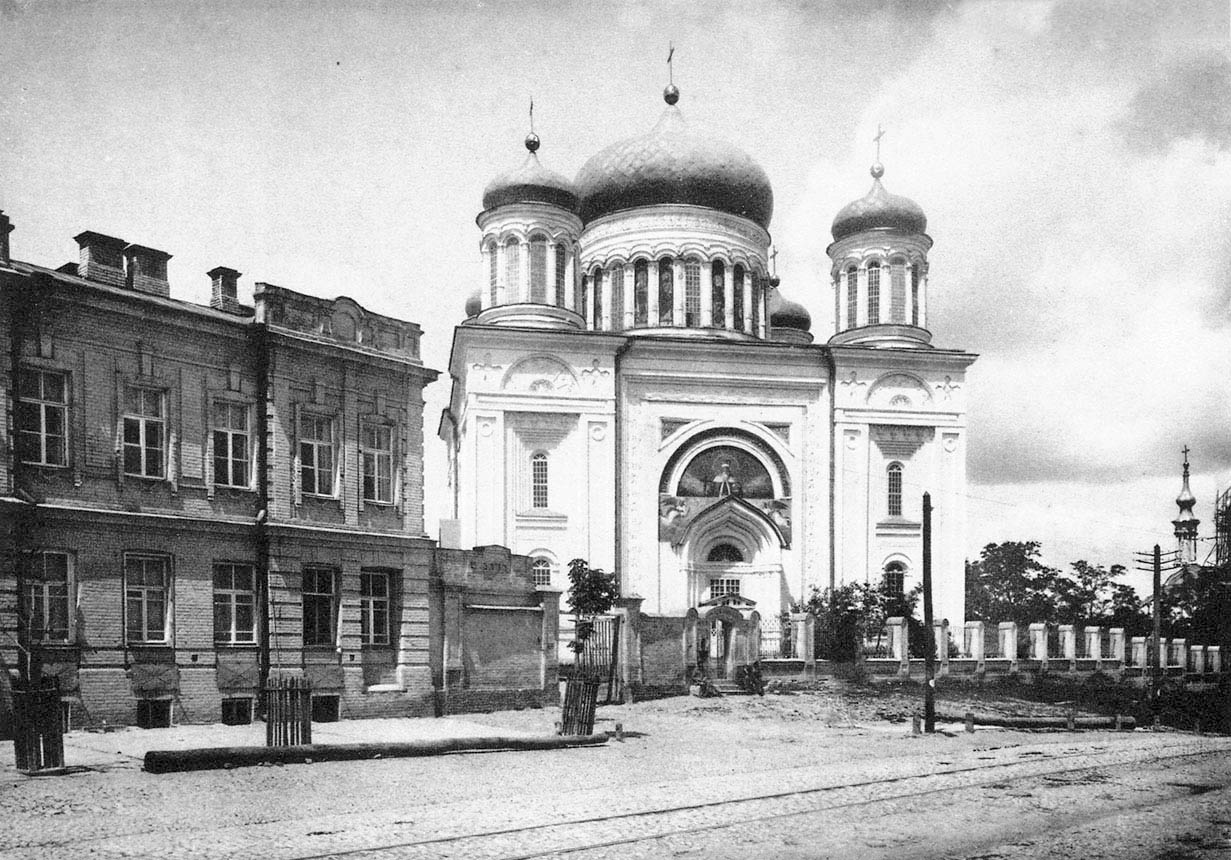
Десятинна церква в Києві
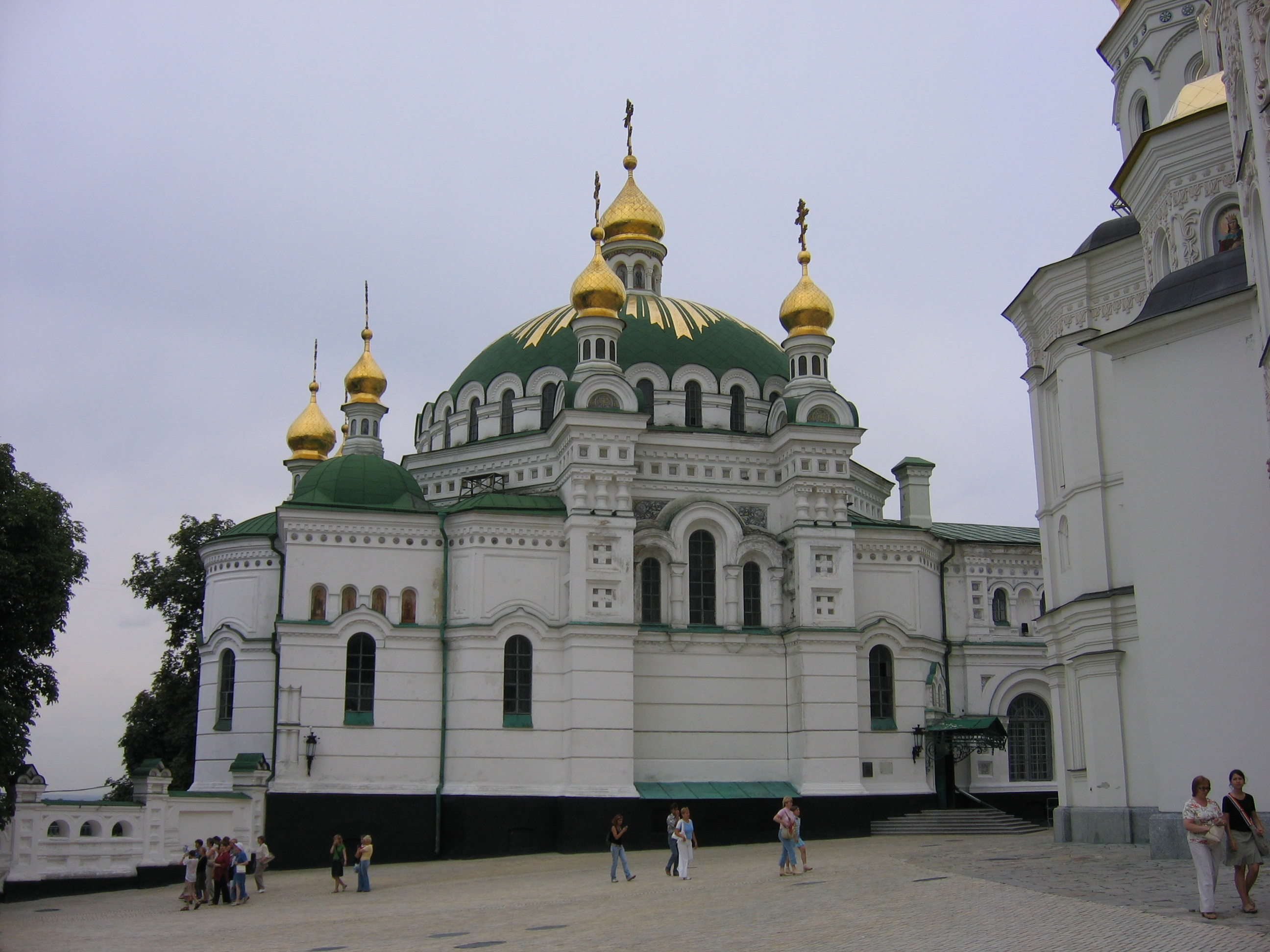
Трапезна церква Антонія і Феодосія Печерських в Києві

## Знищення українських і білоруських історико-культурних цінностей

Змосковщення через архітектуру: церква Успіння Пресвятої Богородиці Зимненського монастиря князів Чорторийських до (ліворуч) і після (в центрі) перебудови в стилі московської середньовічної архітектури (1899). Понівечення довершилося в 1995 році під зверхністю Московського патріархату (праворуч)

У 1800 році російський імператор Павло І з подачі синоду Православної російської церкви видав указ про заборону будівництва трьохверхих і взагалі всяких церков в українському стилі.
У другій половині XIX століття пожвавлюється діяльність, спрямована на масове знищення стародавніх українських і білоруських церков, а також перебудова в стилі московської середньовічної архітектури колишніх католицьких, греко-католицьких і навіть прадавніх православних святинь. Подібним чином Московський патріархат намагався позначити «канонічну» територію. Фінансувалася ця справа за кошти, зібрані з учасників національно-визвольного повстання під виглядом штрафів і контрибуцій.
Так, у 1863 році після огляду церков Мінської губернії підполковник генерального штабу архітектор Зяленський затвердив проєкти на перебудову близько 100 будівель.
Внаслідок подібних реконструкцій відбувалося понівечення композицій і стильових вирішень сакральних споруд, знищувалися високої мистецької вартості фрески, вівтарі, амвони тощо.
Найяскравіші приклади: В Україні:
- Десятинна церква в Києві
- Василівська ротонда у Володимирі
- Церква Богоявлення Господнього в Острозі
- Домініканський костел у Вінниці
- Покровська церква у Сутківцях
- Церква Успення Пресвятої Богородиці Зимненського монастиря
- Трапезна церква Петра і Павла Києво-Печерського монастиря
- Спасо-Преображенська церква в Дубному

У Білорусі:
- Церква Святого Духа в Мінську
- Церква святих Бориса і Гліба в Новогрудку

Перебудовані російською владою церкви так само називають «муравйовками».

## Оцінки
Ще за радянських часів збудовані за вказівкою російських властей однотипні церкви розцінювалися як матеріальне вираження колоніальної політики царату.
Білоруський митець Микола Купава зазначає, що «муравйовки» суттєво контрастують з білоруським зодчеством як антимистецькі, антагоністичні прояви і не мають нічого спільного з білоруською культурою і духовністю. Митець звертає увагу на показовість того факту, що більшовики практично не чіпали «муравйовок», знищуючи переважно стародавні білоруські святині.
Білоруський митець і етнокультуролог Тодар Кашкуревич проводить паралель між «муравйовками» і сучасним церковним будівництвом Білоруського екзархату Московського патріархату в Білорусі:

<…>це, я б сказав, усвідомлений культурний аспект. Ми маємо справу з тенденцією: просуванням певного стилістичного моменту як доволі істотного ідеологічного. Корені тягнуться з Москви. Вся Білорусь — центральні міста, центральні дороги — забудовані російською православною церквою в псевдоруському стилі. Майже на той самий кшталт, як у XIX столітті робилися «муравйовки». Вони досить добре розуміють політичний потенціал цього стилістичного моменту: «гриби» посадять — позначать свою територію впливу. Як собака мітить дерева. Це величезний політичний капітал, який вимірюється навіть грошовим еквівалентом.

Українські науковці Василь Слободян і Оксана Бойко в рецензії на працю Ярослава Тараса зазначають, що більшість українців не здатні відрізнити російської церкви від української:

В Україні збережено безліч зразків дерев'яного церковного будівництва синодального типу в класицистичному, неокласицистичному, неовізантійському, неоросійському і російському національному стилях тощо. Синодальний вплив відбився не лише в нових будівлях, але й аґресивно втрутився в архітектуру давніх волинських, поліських, подільських, наддніпрянських та лівобережних церков. В Словнику необхідно було вказати на різницю між українською та російською канонічною церквою. Це надзвичайно важливо, адже в часи Незалежної України без такого розуміння набудувалося безліч церков за синодальними зразками, які більшість українців сприймає як свою культуру.